# In campeggio a Beverly Hills
In campeggio a Beverly Hills (Troop Beverly Hills) è un film statunitense del 1989 diretto da Jeff Kanew.

## Trama
Phyllis Nefler, una ricca signora snob di Beverly Hills, passa il suo tempo facendo shopping nei negozi di lusso, dove compra vestiti stravaganti e gioielli. Il marito Freddy, stanco della sua superficialità, se n'è andato da poco di casa, deciso a chiedere il divorzio. Intraprende anche una relazione con un'altra donna, che intende sposare non appena libero. Phyllis soffre per l'abbandono di Fred, che ama ancora e decide di trovare un lavoro in cui aver successo, per dimostrare a suo marito e agli altri di essere grado di fare qualcosa di utile. Riesce allora a farsi nominare capo del reparto di Girl Scouts di Beverly Hills, delle quali fa parte sua figlia Hannah.
Phyllis cerca di svolgere seriamente il suo compito ma, sia per l'inesperienza che per l'essere stata viziata dalla troppa disponibilità di denaro, si trova in difficoltà e commette degli errori. Anziché insegnare alle sue ragazze come sopravvivere nella natura, mostra loro come muoversi nei quartieri di Beverly Hills. Nel frattempo Velda Plendor, la leader di un altro reparto di girl scouts, le Penne Rosse di cui fa parte sua figlia, prende a detestarla per i suoi modi poco ortodossi e cerca in ogni modo di farla cacciare. Manda anche la sua assistente Annie a infiltrarsi nel reparto di Phyllis, per tentare di screditarla. Annie però, dopo aver compreso la natura generosa di Phyllis, nonostante la sua stravaganza, si schiera in seguito dalla sua parte.
Phyllis, affezionatasi sinceramente alle adolescenti affidatale, col tempo diventa più seria e responsabile, cominciando a raggiungere i suoi primi veri successi. Con l'astuzia e l'aiuto di Annie, il suo reparto riesce infatti a piazzarsi al primo posto nella vendita di biscotti per autofinanziamento, ottenendo così la possibilità di partecipare alla difficile gara di sopravvivenza che si svolge durante il campo regionale (Jamboree). Dopo essere stata nuovamente respinta dal marito, Phyllis cade in depressione e vorrebbe sciogliere il reparto; le sue ragazze la convincono però a proseguire e a partecipare al campo. Durante la gara di sopravvivenza nei boschi la perfida Velda, sempre più furiosa verso Phyllis, ricorre a mezzi molto sleali per far vincere il campo alle sue Penne Rosse. Proprio mentre cerca di ostacolare il reparto di Beverly Hills però, inciampa e si rompe una caviglia, venendo abbandonata dal suo reparto. Velda viene poi portata in salvo dalla generosa rivale, che fa improvvisare una barella dalle sue ragazze. La Penne Rosse giungono per prime al traguardo, ma vengono squalificate poiché manca Velda e il regolamento prevede che il reparto deve essere al completo. Il reparto di Phyllis, giunta poco dopo, vince così la gara, mentre Velda viene espulsa per i suoi comportamenti scorretti. Al traguardo si presenta anche Freddy, venuto a festeggiare la figlia e deciso a ricongiungersi con la moglie.
La famiglia è felicemente riunita, mentre Velda è costretta a un lavoro molto umiliante in un supermercato.